# Siège de Kanegasaki (1337)
Ne pas confondre avec Siège de Kanegasaki (1570)
Le siège de Kanegasaki (金ヶ崎の戦い, Kanegasaki no tatakai) de 1337 est la dernière bataille de la  famille Nitta en soutien de la cour du Sud contre les prétendants Ashikaga de la cour du Nord.
La forteresse de Nitta Yoshisada à Kanegasaki est assiégée pendant trois mois par les forces de soutien à Ashikaga Takauji. Uryū Tamotsu, l'allié des Nitta, est forcé de retourner à la forteresse de Somayama en mars 1337 et Nitta Yoshisada l'y rejoint peu de temps après, dans l'espoir de mener une contre-attaque afin de lever le siège. Cette tentative échoue et les occupants du château assiégé, à court de nourriture et d'eau, sont contraints de manger de la viande de cheval pour survivre. Conformément à la croyance bouddhiste, c'est presque la pire honte à laquelle un individu peut être amené. Manger de la viande de cheval est censé briser son karma, le forçant à renaître dans une nouvelle vie en animal ou quelque chose de pire.
Cependant, les défenseurs tiennent vingt jours de plus et le 7 avril, Kō no Moroyasu, commandant de l'armée assiégeante, franchit les murs et s'empare de la forteresse. Le prince Takanaga et Nitta Yoshiaki, fils de Yoshisada, sont contraints de se suicider. Le prince Tsunenaga s'échappe mais est capturé peu après et tué.

## Source de la traduction
- (en) Cet article est partiellement ou en totalité issu de l’article de Wikipédia en anglais intitulé « Siege of Kanegasaki (1337) » (voir la liste des auteurs).